# Arge
Arge (in greco antico: Ἄργης?, Árgês) o Arges è un personaggio della mitologia greca, figlio di Urano (il cielo) e di Gea (la terra).
Viene chiamato Piracmone da Virgilio e Acmonide (in latino Acmŏnĭdēs, -ae, lett. "figlio dell'incudine") da Ovidio nei Fasti.

## Mitologia
Secondo Esiodo era un ciclope ed aveva due fratelli (Sterope e Bronte), sapeva lavorare il ferro e costruire mura. Prestava all'inizio aiuto al dio Efesto nel preparare i fulmini di Zeus. In seguito Arge divenne una guardia di Zeus e sposò una ninfa ed ebbe dei figli che incontrarono Ulisse molti anni dopo.

### La morte
Apollo voleva molto bene a suo figlio Asclepio e quando venne a sapere che Zeus lo aveva ucciso si volle vendicare uccidendo a sua volte i tre ciclopi e quindi Arge. Si racconta che la sua ombra vaga alle pendici del vulcano Etna.

## Curiosità
Un minerale è stato dedicato a questo ciclope: l'acmonidesite.

### Fonti
- Omero, Odissea IX 106-566
- Pseudo-Apollodoro, Libro I - 1-2

### Moderna
- Robert Graves, I miti greci, Milano, Longanesi, ISBN 88-304-0923-5.
- Anna Ferrari, Dizionario di mitologia, Litopres, UTET, 2006, ISBN 88-02-07481-X.